# Албукерке, Мария Луиш
Мари́я Луи́ш Казано́ва Морга́ду Ди́аш де Албуке́рке (порт. Maria Luís Casanova Morgado Dias de Albuquerque; 16 сентября 1967, Брага) — португальский экономист и политик. В 2013—2015 — министр финансов Португалии.
В 1991 году окончила экономический факультет частного Лиссабонского Университета Лузиада, в 2006 г. она вела в нём преподавательскую деятельность. В 1997 году она получила степень магистра в области финансового управления и денежно-кредитной политики в Техническом университете Лиссабона. Она работала на государственной службе как клерк Генеральной финансовой дирекции (1996—1999), в офисе Министерства экономики и экономических прогнозов (1999—2001) и помощником госсекретаря по вопросам казначейства и финансов (2001). В 2007 году она была директором департамента финансового управления Государственной железнодорожной компании. В 2007—2011 возглавляла один из отделов Агентства по управлению государственным долгом.
На выборах в 2011 году по списку Социал-демократической партии избрана членом Ассамблеи Республики. В июне того же года она была назначена госсекретарем казначейства и финансов, в октябре 2012 года переведена на должность госсекретаря казначейства. В июле 2013 сменила Витора Гашпара в должности министра финансов.